# Vespericola rothi
Vespericola rothi är en snäckart som beskrevs av Paciente A. Cordero och W. B. Miller 1995. Vespericola rothi ingår i släktet Vespericola och familjen Polygyridae. Inga underarter finns listade i Catalogue of Life.